# Waitzia
Waitzia is een geslacht van bedektzadigen uit de composietenfamilie (Asteraceae). De soorten komen voor in Australië, waar ze groeien in de deelstaten West-Australië, Noordelijk Territorium, New South Wales, Victoria en Zuid-Australië.

## Soorten
- Waitzia acuminata Steetz
- Waitzia corymbosa J.C.Wendl
- Waitzia nitida (Lindl.) Paul G.Wilson
- Waitzia podolepis (Gaudich.) Benth.
- Waitzia suaveolens (Benth.) Druce